# Kościół św. Brata Alberta w Zawierciu
Kościół pw. Św. Brata Alberta Chmielowskiego w Zawierciu – kościół parafialny należący do Parafii św. Brata Alberta w Zawierciu, wybudowany w latach 1988–1992 według projektu mgra inż. arch. Włodzimierza Domagały.

## Historia
Parafia św. Brata Alberta została erygowana przez biskupa Stanisława Nowaka 20 maja 1987 r. Teren jej został wyłączony z parafii św. Apostołów Piotra i Pawła. Pierwszym proboszczem i budowniczym kościoła był ks. Jan Władysław Koźmin.
W 1985 r. staraniem proboszcza macierzystej parafii ks. Piotra Miklasińskiego została zakupiona działka pod budowę kościoła, usytuowana między ulicami: Żabią a Obrońców Poczty Gdańskiej. Działkę tę poświęcił biskup S. Nowak 18 sierpnia 1985 r. W tym samym roku został utworzony tu wikariat terenowy, a jego duszpasterzem został ks. J.W. Koźmin, dotychczasowy wikariusz parafii św. App. Piotra i Pawła. Zamieszkał on na tym terenie w domu prywatnym przekazanym pod administrację wikariatu przez mieszkankę Warszawy p. I. Malczewską. W tymże domu urządził salę katechetyczną, a liturgię zaczął odprawiać w kaplicy – baraku ustawionym na placu przyszłej budowy. 
Projekt kościoła przygotował mgr inż. arch. Włodzimierz Domagała. Pozwolenie na budowę kościoła władze miejskie wydały 12 października 1987 r. Prace budowlane rozpoczęto w maju 1988 r. W tymże roku, 4 września biskup Stanisław Nowak wmurował kamień węgielny w ścianę powstającej świątyni, zaś sam kościół już wybudowany został poświęcony przez tegoż arcybiskupa 17 czerwca 1992 r. W latach następnych położono marmurową posadzkę i zakupiono nowe ławki.
W 1996 r. staraniem aktualnego proboszcza ks. Jana Niziołka wykonano parking przed kościołem i wybudowano zaplecze gospodarcze z garażami. W 1997 r. zakupiono dwa nowe konfesjonały i nowy dzwon – poświęcenia dokonał biskup Antoni Długosz 17 czerwca 1997 r. W tym samym roku wybudowano plebanię w stanie surowym. W roku następnym były prowadzone prace wykończeniowe w budynku plebanii, zakupiono także drugi dzwon.
Poświęcenia nowej plebanii i dzwonu dokonał arcybiskup Stanisław Nowak 17 czerwca 1998 r. Od początku 1999 r. prowadzono intensywne prace nad upiększeniem wnętrza kościoła według projektu mgr inż. arch. Mariana Kruszyńskiego i mgr inż. arch. Jerzego Kopyciaka z Częstochowy. Wykonano ołtarz główny „Ecce Homo”, ołtarze boczne: Miłosierdzia Bożego i Matki Bożej Częstochowskiej, nowy ołtarz do odprawiania Mszy św., ambonkę, nowe tabernakulum, chrzcielnicę, zakupiono cztery żyrandole, zamontowano dwa witraże, nową radiofonię, a także ławki boczne. W wigilię wielkiego Jubileuszu 2000-lecia chrześcijaństwa 10 października 1999 r. arcybiskup S. Nowak dokonał uroczystego poświęcenia kościoła.
W roku 2000, jako wotum parafii, przed świątynią został wzniesiony pomnik z brązu św. Brata Alberta, autorstwa profesora Czesława Dźwigaja z Akademii Sztuk Pięknych w Krakowie. Poświęcenia pomnika dokonał arcybiskup Stanisław Nowak 17 czerwca 2000 roku.